# Ківчей
Ківче́й (рос. Кивчей, ерз. Кивчей) — присілок у складі Старошайговського району Мордовії, Росія. Входить до складу Новофедоровського сільського поселення.
Населення — 10 осіб (2010; 11 у 2002).
Національний склад (станом на 2002 рік):
- росіяни — 100 %